# DFI 블레이즈
DFI 블레이즈(DFI BLADES)는 대한민국의 크레이지레이싱 카트라이더 프로게임단이다.

## 개요
스틸에잇이 창단하고 한화생명의 네이밍 스폰 계약을 체결한 카트라이더 프로게임단 한화생명 e스포츠가 2019-2 시즌을 기해 창단했다. 2번의 팀전 우승과 2번의 개인전 우승을 기록했다. 이후 2021-2 시즌을 앞두고 한화생명의 네이밍 스폰이 종료되었다.
2021년 6월, 라우드커뮤니케이션즈가 문호준에 매각 형태로 구단을 운영을 위임했으며, 이에 BLADES로 팀명이 변경되었다. 2번의 팀전 우승을 기록했다.
2022년 6월, 두펀잉의 인수 창단으로 리브랜딩되었다. 이에 DFI BLADES로 팀명이 변경되었다.

## 연혁
- 2019년 6월 4일: 한화생명 e스포츠 창단[5]
- 2021년 6월 1일: BLADES로 팀명 변경 및 운영주체 변경
- 2022년 6월 28일: DFI BLADES로 팀명 변경 및 운영주체 변경

## 소속 선수
- 감독: (공석)

| 이름 | 포지션        | 비고 |
| ---- | ------------- | ---- |
|      | 스피드 에이스 |      |
|      | 러너          |      |
|      | 스위퍼        |      |
|      | 하이브리드    |      |
|      | 아이템 에이스 |      |

## 주요 성적

### 팀전
- 2019 KT 5G 멀티뷰 카트라이더 리그 시즌 2 준우승 (한화생명 e스포츠)
- 2020 SKT JUMP 카트라이더 리그 시즌 1 우승
- 2020 SKT 5GX JUMP 카트라이더 리그 시즌 2 우승
- 2021 신한은행 헤이영 카트라이더 리그 시즌 1 준우승
- 2021 신한은행 헤이영 카트라이더 리그 시즌 2 준우승 (BLADES)
- 2021 신한은행 헤이영 카트라이더 리그 수퍼컵 우승
- 2022 신한은행 헤이영 카트라이더 리그 시즌 1 우승
- 2022 신한은행 헤이영 카트라이더 리그 시즌 2 3위 (DFI BLADES)
- 2022 신한은행 쏠 카트라이더 리그 수퍼컵 3위

### 개인전
- 2019 KT 5G 멀티뷰 카트라이더 리그 시즌 2 준우승 (박도현)
- 2019 KT 5G 멀티뷰 카트라이더 리그 시즌 2 3위 (배성빈)
- 2019 KT 5G 멀티뷰 카트라이더 리그 시즌 2 4위 (문호준)
- 2019 KT 5G 멀티뷰 카트라이더 리그 시즌 2 10위 (최영훈)
- 2020 SKT JUMP 카트라이더 리그 시즌 1 우승 (문호준)
- 2020 SKT JUMP 카트라이더 리그 시즌 1 9위 (박도현)
- 2020 SKT JUMP 카트라이더 리그 시즌 1 10위 (배성빈)
- 2020 SKT JUMP 카트라이더 리그 시즌 1 13위 (최영훈)
- 2020 SKT 5GX JUMP 카트라이더 리그 시즌 2 4위 (최영훈)
- 2020 SKT 5GX JUMP 카트라이더 리그 시즌 2 13위 (배성빈)
- 2020 SKT 5GX JUMP 카트라이더 리그 시즌 2 17위 (박도현)
- 2021 신한은행 헤이영 카트라이더 리그 시즌 1 우승 (유창현)
- 2021 신한은행 헤이영 카트라이더 리그 시즌 1 6위 (최영훈)
- 2021 신한은행 헤이영 카트라이더 리그 시즌 1 11위 (배성빈)
- 2021 신한은행 헤이영 카트라이더 리그 시즌 1 14위 (박도현)
- 2021 신한은행 헤이영 카트라이더 리그 시즌 2 준우승 (유창현)
- 2021 신한은행 헤이영 카트라이더 리그 시즌 2 7위 (김지민)
- 2021 신한은행 헤이영 카트라이더 리그 시즌 2 8위 (배성빈)
- 2021 신한은행 헤이영 카트라이더 리그 시즌 2 13위 (최영훈)
- 2021 신한은행 헤이영 카트라이더 리그 수퍼컵 3위 (배성빈)
- 2021 신한은행 헤이영 카트라이더 리그 수퍼컵 5위 (유창현)
- 2021 신한은행 헤이영 카트라이더 리그 수퍼컵 8위 (김지민)
- 2021 신한은행 헤이영 카트라이더 리그 수퍼컵 12위 (최영훈)
- 2022 신한은행 헤이영 카트라이더 리그 시즌 1 8위 (배성빈)
- 2022 신한은행 헤이영 카트라이더 리그 시즌 1 10위 (유창현)
- 2022 신한은행 헤이영 카트라이더 리그 시즌 1 17위 (최영훈)
- 2022 신한은행 헤이영 카트라이더 리그 시즌 2 3위 (유창현)
- 2022 신한은행 헤이영 카트라이더 리그 시즌 2 7위 (배성빈)
- 2022 신한은행 헤이영 카트라이더 리그 시즌 2 12위 (김다원)
- 2022 신한은행 헤이영 카트라이더 리그 시즌 2 24위 (최영훈)
- 2022 신한은행 쏠 카트라이더 리그 수퍼컵 5위 (김다원)
- 2022 신한은행 쏠 카트라이더 리그 수퍼컵 6위 (유창현)
- 2022 신한은행 쏠 카트라이더 리그 수퍼컵 13위 (배성빈)

## 우승 기록
- 2020 SKT JUMP 카트라이더 리그 시즌 1 팀전
- 2020 SKT JUMP 카트라이더 리그 시즌 1 개인전 (문호준)
- 2020 SKT 5GX JUMP 카트라이더 리그 시즌 2 팀전
- 2021 신한은행 헤이영 카트라이더 리그 시즌 1 개인전 (유창현)
- 2021 신한은행 헤이영 카트라이더 리그 수퍼컵 팀전
- 2022 신한은행 헤이영 카트라이더 리그 시즌 1 팀전